# Malcolm Perry (médico)
Malcolm Oliver Perry II (Allen, 3 de setembro de 1929 — Tyler, 5 de dezembro de 2009) foi um médico estadounidense que trabalhou no Hospital Memorial Parkland e que ficou famoso por encarregar da atenção do presidente John F. Kennedy, minutos após o atentado e o declarar oficialmente morto.

## Biografia
Perry licenciou-se em 1947 na Universidade do Texas em Austin. Prosseguiu a sua vida escolar em 1951 com um Bachelor of Arts, na Southwestern Medical School, completando o curso de medicina em 1955. Perry completou o internato no Letterman Hospital em San Francisco, Califórnia, no prazo de um ano, antes de ingressar na Força Aérea dos Estados Unidos durante dois anos.
Depois de cumprir o serviço militar, Perry trabalhou no Parkland Hospital de Dallas, durante quatro anos como interno de cirurgia geral, apesar de que de setembro de 1962 a setembro de 1963, estudou na Universidade da Califórnia em São Francisco cirurgia vascular. Durante aquele tempo, adquiriu o certificado de cirurgia.
Perry mais tarde foi nomeado chefe da Unidade de angiologia e cirurgia vascular no Hospital presbiteriano de Nova York em Manhattan, de 1978 a 1988. Exerceu como professor no Departamento de Cirurgia da Universidade Tecnológica do Texas durante a década de 1990 e foi professor emérito da UT Centro Médico do Sudoeste até à sua morte.

## 22 de novembro de 1963
Quando o Presidente Kennedy foi baleado às 12:30, os serviços secretos levaram-no rapidamente ao Parkland Hospital onde foi atendido imediatamente pelo Dr. Jim Carrico, um jovem médico residente que ao escutar um leve batido iniciou imediatamente a reanimação cardiorrespiratória. Perry encontrava-se numa junta médica quando Kennedy chegou ao hospital, e chegou poucos minutos depois, tomou conta da ocorrência e realizou uma traqueostomia sobre a ferida na garganta de Kennedy.
Apesar do desesperado trabalho dos médicos, Perry declarou oficialmente a morte de John Kennedy às 13:00. Instantes depois, o médico dirigiu-se ao Governador de Texas John Connally, que viajava no carro com Kennedy e que também recebeu o segundo disparo.
Perry raramente falou sobre os acontecimentos do 22 de novembro de 1963, dizendo que sinceramente foi um dia terrível e em geral não escolheria esse tema para falar dele outra vez.